# Août 1774

## Événements
- 1er août : le chimiste britannique Joseph Priestley découvre le gaz dioxygène. Il réalise la première production d’oxygène en chauffant de l’oxyde de mercure. Il sera le premier à reconnaître le rôle de l’oxygène dans la respiration des végétaux (1775).
- 14 août, France : Miromesnil, Garde des Sceaux.
- 24 août, France :
  - disgrâce du chancelier de Maupeou;
  - Turgot devient contrôleur général des finances;
  - Sartine, ministre de la Marine.
- 26 août, France : Turgot devient ministre d'État.

## Naissances
- 8 août : Jacques Auguste Anne Léon Le Clerc de Juigné, militaire et parlementaire français († 1850).
- 12 août : Robert Southey, écrivain britannique († 1843).
- 18 août : Meriwether Lewis († 1809), explorateur américain.
- 19 août : Denis-Benjamin Viger, premier ministre du Canada-Uni.